# Miguel Antonio de Ustáriz
Miguel Antonio de Ustáriz († en aguas del Atlántico, 1792) fue gobernador de Puerto Rico entre 1789 y 1792.

## Biografía
Ostentaba el grado de brigadier, y llegó a ocupar el cargo de gobernador de Puerto Rico, reinando en España, Carlos IV, entre el 8 de julio de 1789 y el 19 de mayo de 1792.
En 1792 debe regresar a España por motivos de salud, siendo sustituido interinamente por el segundo cabo Francisco Torralbo. Fallece durante la travesía que le devuelve a España.
Bajo su mandato se procedió al empedrado de las calles de la ciudad de San Juan.
Estaba casado con María Antonia Tadea Arauz Martínez de Arizala.